# 自愿社会主义
《自愿社会主义》（英語：Voluntary Socialism）是一本非虚构作品，作者是美国互助主义者弗朗西斯·达什伍德·坦迪（1867年—1913年）。该书最初出版于1896年，受到许多个人无政府主义者的好评，其中包括克拉伦斯·李·斯沃茨、小政府主义者罗伯特·诺齐克和左翼自由意志主义者罗德里克·T·朗。朗曾评价说：“当今市场无政府主义理论中的许多标准思路，在坦迪那里早已有所体现。”
坦迪是“丹佛圈子”的成员，该团体与本杰明·塔克有关联，并曾为其主编的刊物《自由》撰稿。